# Rodenjärv
Rodenjärv är en sjö i Orsa kommun i Dalarna och ingår i Dalälvens huvudavrinningsområde. Sjön är 7,5 meter djup, har en yta på 0,462 kvadratkilometer och befinner sig 297,1 meter över havet. Sjön avvattnas av vattendraget Rodenjärvsbäcken.

## Delavrinningsområde
Rodenjärv ingår i det delavrinningsområde (681524-146078) som SMHI kallar för Utloppet av Rodenjärv. Medelhöjden är 319 meter över havet och ytan är 4,36 kvadratkilometer. Det finns inga avrinningsområden uppströms utan avrinningsområdet är högsta punkten. Rodenjärvsbäcken som avvattnar avrinningsområdet har biflödesordning 3, vilket innebär att vattnet flödar genom totalt 3 vattendrag innan det når havet efter 406 kilometer. Avrinningsområdet består mestadels av skog (52 procent) och sankmarker (24 procent). Avrinningsområdet har 0,46 kvadratkilometer vattenytor vilket ger det en sjöprocent på 10,5 procent.